# حثل القرنية
حَثَلُ القَرْنِيَّة البشري هي مجموعةٌ من الاضطرابات التي تتميز بانها لا تسبب التهاب وتكون وراثية والمقدرة الثنائية الجانبية للجزء الامامي الشفاف من العين والمسمى بالقرنية. هتاك العديد من الاشكال النادرة التي تختلف في الظهور ودرجة فقدان النظر.
الهيئة العالمية لتقسم حثل القرنية اسست في عام 2005 ووضعت نظام جديد للتقسيم يتضمن اخر المعلومات الجينية والجزيئية الحيوية.

## القائمة
الأنواع تتضمن:
| الموقع                                            | الوراثة المندلية البشرية عبر الإنترنت | الجين   | الاسم                                                                                           |
| ------------------------------------------------- | ------------------------------------- | ------- | ----------------------------------------------------------------------------------------------- |
| البطانة / الغشاء الديسيمي                         | 609140                                | COL8A2  | حثل متعدد الشكل الخلفي للقرنية النوع الثاني                                                     |
| سدى (Stroma)                                      | 607541                                | TGFBI   | حثل حبيبات القرنية النوع الثاني                                                                 |
| سدى                                               | 610048                                | DCN     | الحثل الخلقي للقرنية                                                                            |
| سدى                                               | 121800                                | UBIAD1  | حثل سكيندر القرني Schnyder corneal dystrophy                                                    |
| ظهاري وتحت الظهاري (Epithelial and Subepithelial) | 121820                                | TGFBI   | [حثل الغشاء الظهاري القاعدة، ويسمة حثل القرنية ولكن هذه الحالة لا تعتبر وراثة في أغلب الحالات.. |
| البطانة / الغشاء الديسيمي                         | 136800                                | COL8A2  | حثل فيوتشز، 1                                                                                   |
| البطانة / الغشاء الديسيمي                         | 613268                                | SLC4A11 | حثل فيوتشز، 4                                                                                   |
| البطانة / الغشاء الديسيمي                         | 613270                                | ZEB1    | حثل فيوتشز، 6                                                                                   |
| ظهاري وتحت الظهاري                                | 204870                                | TACSTD2 | حثل الجلاتين على شكل القطرة القرني                                                              |
| سدى                                               | 121900                                | TGFBI   | حثل حبيبات القرنية النوع الأول                                                                  |
| البطانة / الغشاء الديسيمي                         | 122000                                | VSX1    | الحثل القرني، وراثي (متعدد الشكل الخلفي)                                                        |
| سدى                                               | 122200                                | TGFBI   | حثل لاتس القرني النوع الأول Lattice corneal dystrophy type I                                    |
| سدى                                               | 608471                                | TGFBI   | الحثل القرني، لاتس النوع الثاني                                                                 |
| البطانة / الغشاء الديسيمي                         | 609141                                | ZEB1    | حثل متعدد الشكل الخلفي للقرنية النوع الثالث                                                     |
| طبقة بومان                                        | 608470                                | TGFBI   | حثل ريس- بكلريز القرني Reis-Bucklers corneal dystrophy                                          |
| طبقة بومان                                        | 602082                                | TGFBI   | حثل ثايل - بينكي                                                                                |
| البطانة / الغشاء الديسيمي                         | 217700                                | SLC4A11 | حثل البطانة الخلقي النوع الثاني                                                                 |
| البطانة / الغشاء الديسيمي                         | 217400                                | SLC4A11 | حثل البطانة القرني والصمم                                                                       |
| سدى                                               |                                       |         | حَثَلُ البُقْعَةِ والقَرْنِيَّة                                                                             |
| ظهاري وتحت الظهاري                                | 122100                                |         | حثل بطانة ميسيمان القرنية حثل القرنية لميسمان (MECD, Stocker-Holt dystrophy)                    |
| ظهاري وتحت الظهاري                                |                                       |         | حثل بطانة المخاطية تحت الظاهرية القرنية                                                         |
| ظهاري وتحت الظهاري                                |                                       |         | حثل بطانة ليش Lisch epithelial dystrophy                                                        |
| سدى                                               |                                       |         | حثل ليتس القرني النوع الثاني                                                                    |
| سدى                                               |                                       |         | حثل فليسك Fleck dystrophy                                                                       |
| سدى                                               |                                       |         | حثل وحبد الشكل الخلفي القرني                                                                    |
| البطانة / الغشاء الديسيمي                         |                                       |         | حثل متعدد الشكل الخلفي النوع الأول                                                              |
| البطانة / الغشاء الديسيمي                         |                                       |         | حثل الظاهري الخلقي النوع الأول                                                                  |
| البطانة / الغشاء الديسيمي                         |                                       |         | حثل الظاهري المرتيط ب x القرني                                                                  |